# Serapita phillippinensis
Serapita phillippinensis är en insektsart som beskrevs av Victor Lallemand 1922. Serapita phillippinensis ingår i släktet Serapita och familjen spottstritar. Inga underarter finns listade i Catalogue of Life.